# 表面処理
表面処理（ひょうめんしょり、英: surface treatment, surface finishing）は、機械工学などの分野において、めっきや塗装など、素材表面の性質を高めるために行われる機械工作法の一種である。硬さや耐摩耗性、潤滑性、耐食性、耐酸化性、耐熱性、断熱性、絶縁性、密着性、および、装飾性や美観など、これらの性質のいくつかを向上させることを主要な目的として施される。
材料技術の一分野であり、加工、熱処理、溶接、鋳造などの材料プロセス技術群に属するが、補助的技術群のひとつである。しかし熱処理や研磨技術と同様に、金属母材の性能を極限までに高める重要な技術であるにもかかわらず、性能理論が確定しておらず、その存在が極端な過小評価に陥る場合がある。

## おもな表面処理

### 金属皮膜処理
- めっき (plating)
  - 電気めっき（electroplating／電解めっき electrolytic plating）
  - 無電解めっき (electroless plating)
  - 溶融めっき (hot dipping)
  - 蒸着めっき (deposition plating)　-　蒸着
    - 物理蒸着 (PVD)　-　真空蒸着・イオンめっき（ion plating）
    - 化学蒸着 (CVD)
- 溶射 (spraying)

### 非金属皮膜処理
- プラスチックライニング (plastic lining)
- コーティング ：材料などに金属などを浸漬・溶射・静電・などの処理をしたもの。
  - セラミックコーティング (ceramic coating)
- 塗装 (painting)
- ダクロタイズド
- ホットスタンピング (hot stamping)
- 熱転写 (heat transfer)
- 金属印刷 (metal printing)

### 陽極酸化処理 (anodization)
- アルマイト

### 化成処理 (chemical conversion coating)
化成処理とは、金属などを溶液に浸漬し皮膜を作ること。特に化成処理によるものは化成着色といい、電解による着色とは区別することもある。
- 煮色仕上げ　化成処理のひとつで、日本の金属工芸において様々な色金の表面処理に使われる。
- クロメート処理 代表的な防錆目的の化成処理。浸漬及び電解によるものもあり、亜鉛めっき上のものは銀白色と干渉縞のある黄色、黒色、緑色があり装飾としても使われる。

- りん酸塩処理・パーカーライジング (phosphate treatment)
- 黒染め（四三酸化鉄皮膜）ブルーイングとも言う。
- 古美処理 ：「古仕上げ」「古美仕上げ (weathering)」の一手法でもある。

### 鋼の表面硬化処理 (surface-hardening treatment)
- 火炎焼入れ
- 高周波焼入れ (induction hardening)
- 電子ビーム焼入れ (electron beam hardening)
- レーザー焼入れ (laser hardening)
- ショットピーニング (shot peening)
- 拡散浸透処理 (pack cementation; diffusion coating)
  - 浸炭 (carburizing)
  - 窒化 (nitriding)
  - TD処理

### キリンス、化学研磨
粘度の高い酸で、凸部のみを選択的に溶解することで平滑化する。銅及び銅合金を対象にしたときのみキリンスと呼ばれる。